# Аурора (Мачерата)
Аурора (итал. Aurora) насеље је у Италији у округу Мачерата, региону Марке.
Према процени из 2011. у насељу је живело 69 становника. Насеље се налази на надморској висини од 14 м.